# Minister voor Wonen en Rijksdienst
De minister voor Wonen en Rijksdienst (afgekort tot WR) was een Nederlandse minister zonder portefeuille die voor het eerst werd benoemd in 2012 in het kabinet-Rutte II. In het regeerakkoord dat de politieke partijen VVD en PvdA presenteerden, werd de nieuwe ministerspost voor het eerst officieel genoemd.
De minister was belast met een aantal beleidsterreinen van het ministerie van Binnenlandse Zaken en Koninkrijksrelaties, in het bijzonder wonen (volkshuisvesting), dat tijdens het voorgaande kabinet (kabinet-Rutte I) bij dit ministerie was ondergebracht. De komst van een extra minister voor dit onderwerp werd door de coalitiepartijen noodzakelijk geacht vanwege de geplande hervormingen op dit beleidsgebied in combinatie met het grote belang voor de maatschappij.
De minister hield zich tevens bezig met de organisatie van de rijksoverheid (die volgens het regeerakkoord goedkoper, flexibeler en efficiënter dient te gaan werken), regeldruk en het Rijksvastgoedbedrijf. De ministerspost werd in het kabinet-Rutte II bekleed door de VVD'er Stef Blok. Toen hij op 27 januari 2017 Ard van der Steur opvolgde als minister van Justitie werd zijn takenpakket overgenomen door minister van Binnenlandse Zaken en Koninkrijksrelaties Ronald Plasterk (PvdA).